# Corneliu Dumitriu

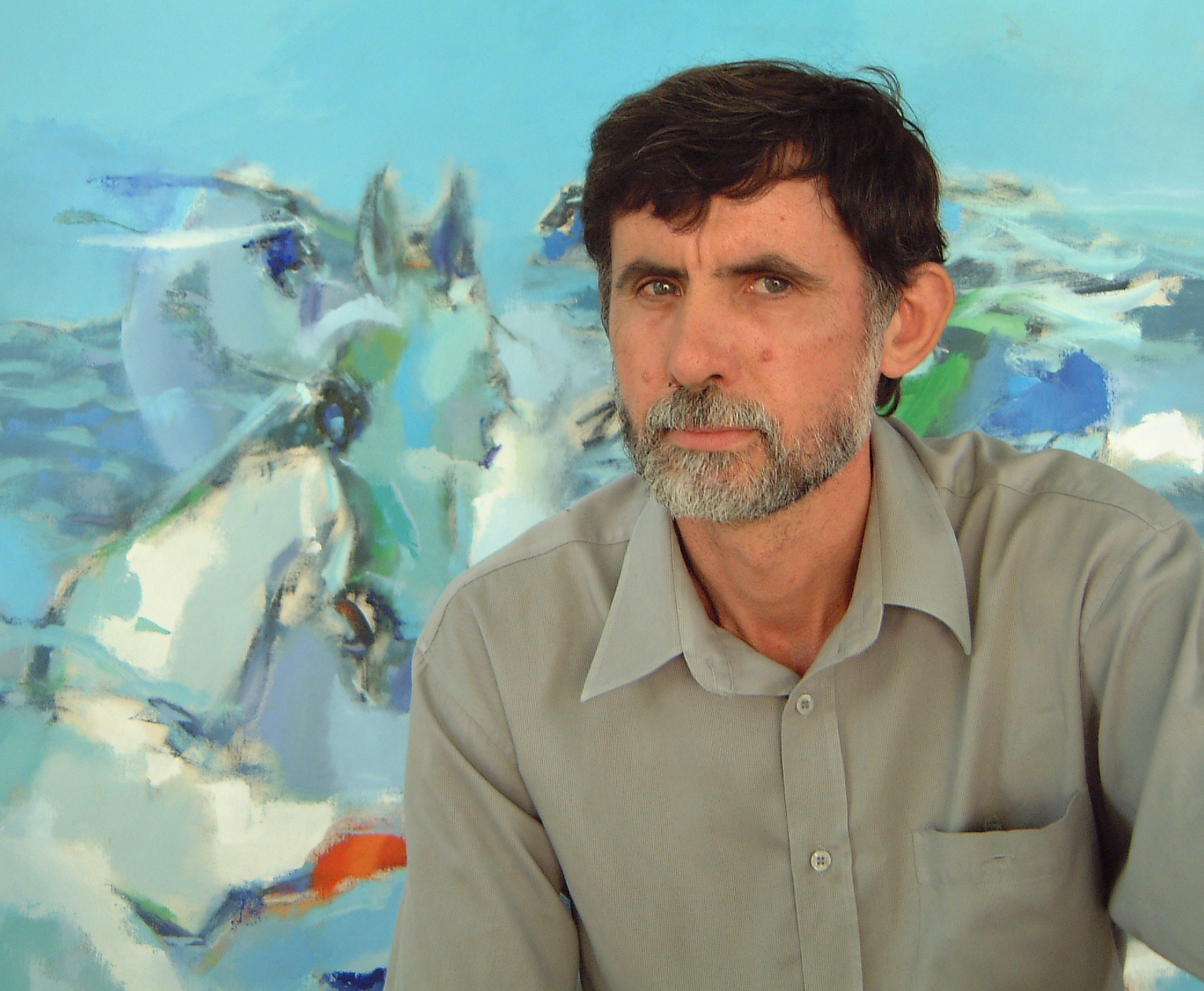
Imagine cu pictorul roman Corneliu Dumitriu in 2002

Corneliu Dumitriu (1 iunie 1954, Rădăuți-Prut, Botoșani – 3 octombrie 2022, București) a fost un pictor român cunoscut pentru intensitatea cromatică, bogăția texturală și modul în care a transformat teme precum florile, peisajele, animalele sau formele abstracte în compoziții cu puternică încărcătură simbolică. Într-o carieră de peste patru decenii, a organizat peste 40 de expoziții personale și a participat la numeroase expoziții de grup, expunând în orașe precum București, Iași, Piatra Neamț, Frankfurt, New York și Veneția. A fost distins cu premii importante, printre care Marele Premiu pentru Pictură al Galeriei „Avanpost” și Marele Premiu al Fundației „Lascăr Viorel” la Bienala Națională de Pictură. Lucrările sale se află în colecții publice și private din țară și din străinătate, fiind apreciate pentru expresivitatea lor și pentru îmbinarea dintre tradiție și expresionismul modern.

## Biografie
Corneliu Dumitriu s-a născut la 1 iunie 1954, în comuna Rădăuți-Prut, județul Botoșani. A urmat studii libere de pictură și a devenit membru al Uniunii Artiștilor Plastici din România – Filiala Iași.
A trăit și a lucrat în Botoșani, continuându-și activitatea artistică timp de peste patru decenii. A decedat la 3 octombrie 2022.

## Activitate artistică

### Expoziții personale

#### Anii ’80 – ’90
- 1980, 1982, 1984, 1986, 1988, 1989 – diverse expoziții personale (Botoșani, București, Iași etc.)
- 1992 – Galeriile de Artă „Avanpost”, București
- 1994 – Galeriile de Artă „Cupola”, Iași
- 1996 – World Trade Center și World Trade Center Village, București
- 1997 – Galeriile de Artă „Lascăr Vorel”, Piatra Neamț
- 1998 – Frankfurt, Germania
- 2000 – Romanian Institute of Orthodox Theology and Spirituality, New York, SUA

#### Anii 2000
- 2002 – Galeriile de Artă „Apollo”, Teatrul Național, București
- 2004 – Galeriile de Artă „Orizont”, București
- 2004 – Galeriile de Artă „Ștefan Luchian”, Botoșani – „CD 50”
- 2006 – Galeriile de Artă „Căminul Artei”, București
- 2007 – City Gallery, Botoșani
- 2008 – City Gallery, Botoșani și Galeriile de Artă „Atelier”, București

#### Anii 2010–2015
- 2009 – Galeriile de Artă „Ștefan Luchian”, Botoșani – „CD 55”
- 2010 – Galeria de Artă „Dana”, Iași
- 2012 – Galeria de Artă „Dana”, Iași
- 2013 – Expoziții multiple:
  - Memorialul Ipotești – Centrul Național de Studii „Mihai Eminescu”, Sala „Horia Bernea”
  - Palatul Parlamentului – Sala „Constantin Brâncuși”
  - Galeriile de Artă „Orizont”, București
- 2014 – Galeriile de Artă „Ștefan Luchian”, Botoșani – „CD 60”
- 2015 – Galeriile de Artă „Atelier”, București
- 2016–2017 – Târgul Internațional de Artă „Art Safari”, București

#### Expoziții postume
- 22 iulie – 12 august 2023 – Prima retrospectivă postumă Flori (peste 50 de lucrări de pictură și grafică), Galeriile de Artă „Ștefan Luchian”, Botoșani.[2]
- 14 septembrie – 8 octombrie 2024 – Expoziția postumă Bestiarium (lucrări cu animale și păsări), Galeriile de Artă „Ștefan Luchian”, Botoșani.[3]
- 3 – 31 august 2025 – Expoziția postumă Marginea Timpului (peisaje), Galeriile de Artă „Ștefan Luchian”, Botoșani.[4]

### Expoziții de grup
- Toate expozițiile U.A.P., Filiala Botoșani – începând din 1981, precum și ale Taberelor de creație Agafton și Ipotești
- 2002 – Galeriile Apollo, București
- 1997, 2001 – Galeriile de Artă Home Sweet Home, New York
- 1997 – AQA Gallery, New York
- 1985 – Sala Trianon, Iași

## Premii
De-a lungul carierei, Dumitriu a fost laureat al mai multor distincții importante, printre care:
- Marele Premiu pentru Pictură al Galeriei Avanpost[5]
- Premiul Fundației „Lascăr Viorel” la Bienala Națională de Pictură[6]
- Premiul al III-lea la Concursul Național de Artă Plastică Voronețiana (1994)[7]
- Premiul I la Concursul Republican de Pictură (1981, 1983, 1985, 1987, 1989)[8]
- Marele Premiu Studio 88 și Premiul I Studio 87[9]